# Farlow
Farlow – wieś w Anglii, w hrabstwie Shropshire. Leży 34 km na południowy wschód od miasta Shrewsbury i 195 km na północny zachód od Londynu.